# Ганс Грюнер
Ганс Грюнер (нім. Hans Grüner; 1919, Вайсдорф — ?) —  німецький військовик, обер-фельдфебель вермахту. Кавалер Німецького хреста в золоті.

## Звання
- Стрілець (1939)
- Єфрейтор (1 жовтня 1939)
- Унтер-офіцер (1 липня 1940)
- Фельдфебель (1 листопада 1941)
- Обер-фельдфебель (1 березня 1943)

## Нагороди
- Залізний хрест
  - 2-го класу (31 червня 1940)
  - 1-го класу (10 березня 1942)
- Медаль «У пам'ять 1 жовтня 1938» (31 липня 1940)
- Срібний хрест «За вірну службу» (Румунія) (27 серпня 1941)
- Нагрудний знак «За поранення»
  - в чорному (18 грудня 1941)
  - в сріблі (14 жовтня 1943)
  - в золоті (18 травня 1944)
- Штурмовий піхотний знак в сріблі (24 грудня 1941)
- Медаль «За зимову кампанію на Сході 1941/42» (12 серпня 1942)
- Кримський щит (1 жовтня 1942)
- Медаль «Хрестовий похід проти комунізму» (Румунія) (1 березня 1943)
- Німецький хрест в золоті (20 серпня 1943) — як обер-фельдфебель 9-ї роти 3-го батальйону 42-го гренадерського полку 46-ї піхотної дивізії.
- Нагрудний знак ближнього бою в бронзі (20 січня 1944)